# Trofeo Federale 1987
Il Trofeo Federale 1987 è stato la 2ª edizione di tale competizione, e si è concluso con la vittoria di La Fiorita, al suo secondo titolo.

## Risultati
- Semifinali

A)  La Fiorita -  Tre Penne ? - ?
B)  Libertas -  Faetano ? - ?
- Finale:

C)   La Fiorita -  Libertas 1 - 0